# Wang Wupin
Wang Wupin (chinesisch 王 烏品 / 王 乌品, Pinyin Wáng Wūpǐn; * 18. Januar 1991) ist eine chinesische Weit- und Dreispringerin.

## Sportliche Laufbahn

### International
Erste internationale Erfahrungen sammelte Wang Wupin bei den Juniorenweltmeisterschaften 2010 im kanadischen Moncton, bei denen sie im Weitsprung mit 6,23 m die Silbermedaille hinter der Kubanerin Irisdaymi Herrera gewann. Im Jahr darauf nahm sie erstmals an den Asienmeisterschaften in Kōbe teil und wurde dort mit 6,08 m Elfte. 2012 gewann sie bei den Hallenasienmeisterschaften im heimischen Hangzhou mit 6,22 m die Bronzemedaille und 2013 erreichte sie bei den Asienmeisterschaften in Pune mit 6,01 m Rang acht. Bei den Hallenasienmeisterschaften 2014 in Hangzhou belegte sie mit 6,13 m den vierten Platz und konzentriert sich seitdem vermehrt auf den Dreisprung.
2015 siegte sie bei den Asienmeisterschaften in Wuhan mit 13,76 m und wurde bei der Sommer-Universiade im südkoreanischen Gwangju mit 13,75 m Vierte. Sie qualifizierte sich auch für die Weltmeisterschaften in Peking, bei denen sie aber mit 13,48 m in der Qualifikation ausschied. 2016 wurde sie bei den Hallenasienmeisterschaften in Doha mit 13,42 m Vierte. 2018 nahm sie erstmals an den Asienspielen in Jakarta teil und erreichte dort mit 13,58 m den fünften Platz.

### National
Bei den Chinesischen Nationalspielen 2014 gewann Wang Wupin Bronze im Weitsprung mit 6,24 m. 2014 wurde Wang Chinesische Meisterin im Weitsprung (6,40 m) sowie 2015 und 2016 im Dreisprung(14,02 m/13,73 m). Bei den Chinesischen Nationalspielen 2017 gewann sie die Goldmedaille im Dreisprung.
Nach den Asienspielen 2018 gab sie am 30. August 2018 ihren Rücktritt bekannt. Während der COVID-19-Pandemie kehrte sie am 24. Februar 2020 ins Regionale Leichtathletikteam von Fujian zurück und nahm an einer Sonderveranstaltung während der Pandemie teil: Am 2020年中国田协训练基地特许赛福州第二站 (in etwa "Zweite Etappe der 2020 China TAF Training Base Special Permit Series in Fuzhou") erreichte sie im Dreisprung 12,91 m.

## Persönliche Bestleistungen
- Weitsprung: 6,58 m, 27. Juni 2010 in Chongqing[15]
  - Weitsprung (Halle): 6,46 m, 23. März 2013 in Fuzhou
- Dreisprung: 14,10 m, 8. Mai 2015 in Peking[2][16]
  - Dreisprung (Halle): 13,91 m, 29. Februar 2016 in Nanjing

## Privates
Nach ihrem Rücktritt 2018 heiratete Wang Wupin und bekam ein Kind.